# Cuban Story
Pour plus de détails, voir Fiche technique et Distribution.
Cuban Story (ou The Truth About Fidel Castro Revolution) est un film documentaire américain sorti en 1959.

## Fiche technique
- Titre : Cuban Story ou The Truth About Fidel Castro Revolution
- Scénario : Victor Pahlen
- Production : Victor Pahlen et  David Kalat pour la version DVD
- Format : Noir et blanc - 1,37:1 - Mono
- Genre : Documentaire
- Durée : 60 minutes
- Date de sortie : 1959

## Distribution
- Errol Flynn : le narrateur
- Fulgencio Batista : lui-même (non crédité)
- Fidel Castro : lui-même (non crédité)